# Municipio de Pawnee (condado de Pawnee)
El municipio de Pawnee (en inglés: Pawnee Township) es un municipio ubicado en el condado de Pawnee en el estado estadounidense de Kansas. En el año 2010 tenía una población de 441 habitantes y una densidad poblacional de 4,76 personas por km².

## Geografía
El municipio de Pawnee se encuentra ubicado en las coordenadas 38°13′25″N 99°10′35″O / 38.22361, -99.17639. Según la Oficina del Censo de los Estados Unidos, el municipio tiene una superficie total de 92.56 km², de la cual 92,5 km² corresponden a tierra firme y (0,06 %) 0,06 km² es agua.

## Demografía
Según el censo de 2010, había 441 personas residiendo en el municipio de Pawnee. La densidad de población era de 4,76 hab./km². De los 441 habitantes, el municipio de Pawnee estaba compuesto por el 71,88 % blancos, el 24,49 % eran afroamericanos, el 1,81 % eran amerindios, el 0,23 % eran asiáticos, el 0,45 % eran de otras razas y el 1,13 % eran de una mezcla de razas. Del total de la población el 8,16 % eran hispanos o latinos de cualquier raza.